# Rėkyva
Rėkyva (hist., pol. Rykijów, Rekijów) – dzielnica miasta Szawle na Litwie, 9 km na południe od jego centrum, nad jeziorem Rėkyvà (pol. Rakiewo, Rekiewskie, hist. Karpiowskie). Kilkaset metrów na wschód istnieje wieś Rėkyva.

## Historia
Najstarsza wzmianka o dworze Rykijów pochodzi z 1578 roku. Dobra te były własnością rodziny Karpiów już w 1605 roku, gdy dotychczasowa dziedziczka tego majątku N.S. Kaszewska (albo N. Skaszewska) wyszła za Mikołaja Karpia (~1580–1621), podkomorzego wołkowyskiego, starostę nowodworskiego, już wtedy właściciela Kurtowian, wnosząc go w wianie do rodziny Karpiów. Stałym mieszkańcem Rykijowa był dopiero wnuk Mikołaja, syn Piotra i Marianny z Gołkowskich, Paweł Chryzostom Karp, oboźny (w 1708 roku), a później podkomorzy (w 1729 roku) upicki. Ogromny majątek znajdował się w rękach rodziny Karpiów aż do I wojny światowej, po której rząd litewski znacjonalizował te dobra.

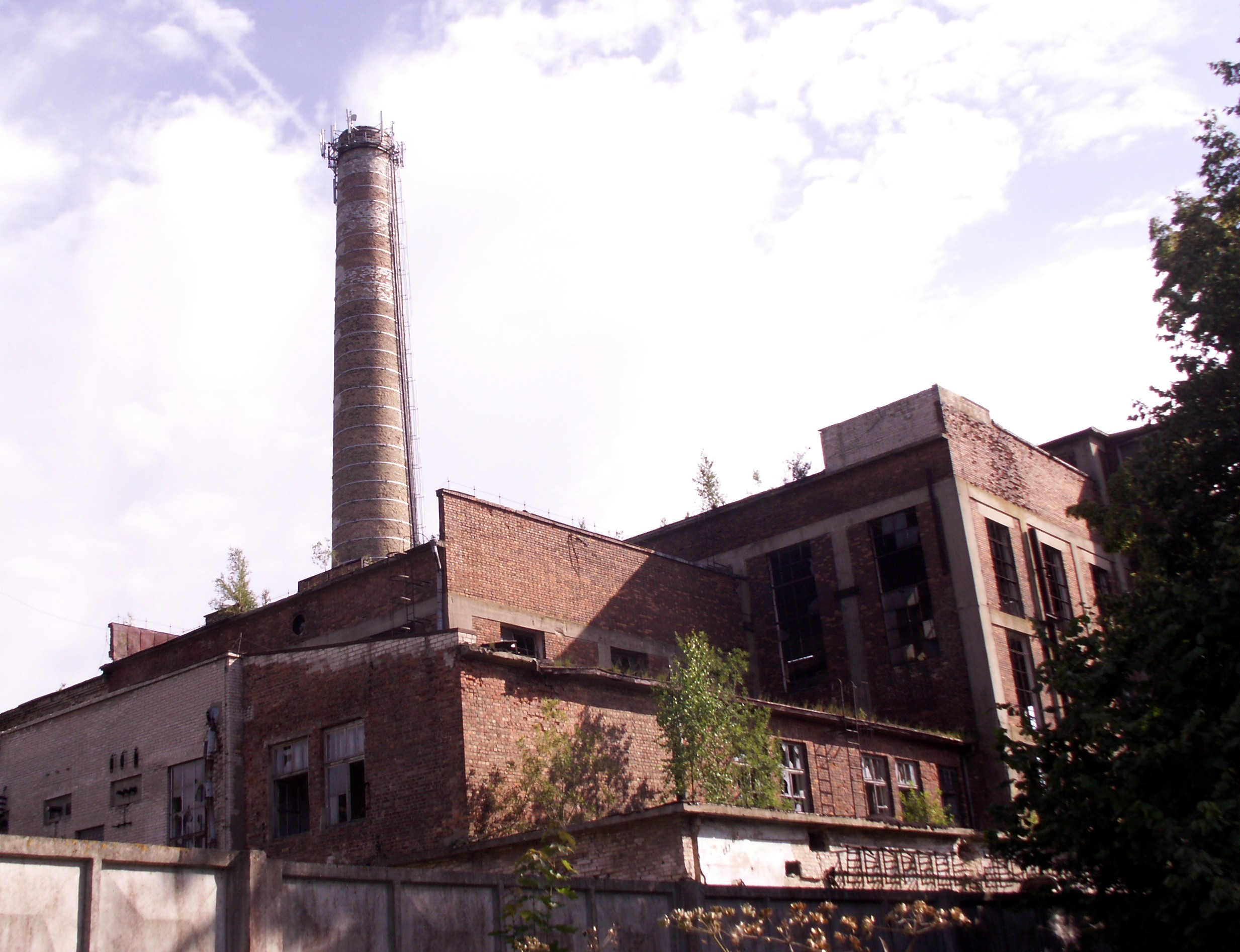
Opuszczona elektrownia, 2009

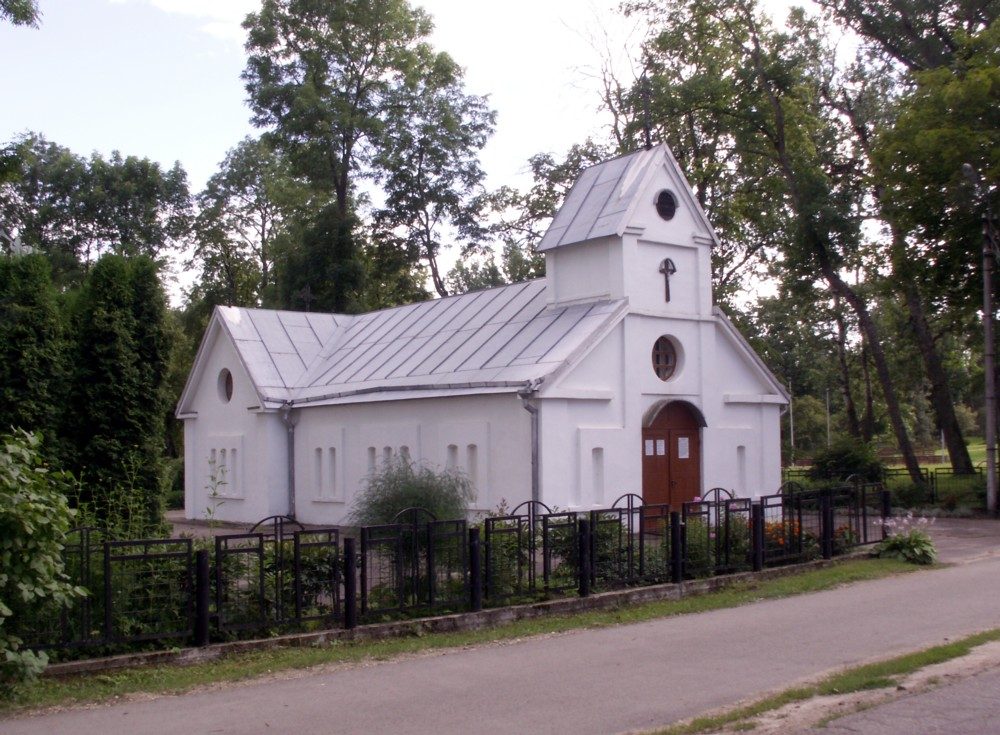
Kaplica pw. św. Józefa Robotnika, 2007

W 1859 roku mieszkały tu 62 osoby, działały tu wtedy wiatrak i gorzelnia, w 1923 roku w majątku było 102 mieszkańców.
W latach 1940–2007 funkcjonowała tu elektrownia zasilana torfem transportowanym bezpośrednio z pobliskiego torfowiska otaczającego jezioro Rakiewo. Miejscowość rozwinęła się w wyniku budowy dużej liczby mieszkań dla pracowników tej elektrowni.
W 1965 roku Rykijów stał się dzielnicą Szawli.

## Nieistniejący pałac
W latach 80. XIX wieku lub dekadę później Felicjan Stefan Karp (1821–1888) lub jego syn Ignacy (1859–1903) rozbudował istniejący tu wcześniej dwór, nadając mu charakter reprezentacyjnego pałacu. Ani pałac ani zabudowania dworskie ani „piękny murowany grób Franciszka Karpia” nie dotrwały do II wojny światowej.
Pałac w Rykijowie został opisany w 11. tomie Dziejów rezydencji na dawnych kresach Rzeczypospolitej Romana Aftanazego. 

## Kaplica
Pierwszy kościół w Rykijowie został ufundowany przez biskupa Józefa Michała Karpia. Był to kościół filialny pod wezwaniem Jezusa Chrystusa. Został on wyremontowany w 1860 roku przez Eustachego Karpia, który tu zmarł w 1863 roku. Kościół ten nie przetrwał okresu międzywojennego.
Natomiast w 1935 roku wcześniej istniejącą tutaj kuźnię dworską stojącą przy wjeździe do majątku przebudowano na kaplicę pw. św. Józefa Robotnika. W 1991 roku przeprowadzono jej kompleksowy remont. Od 2006 roku kaplica jest zarejestrowana w rejestrze zabytków Litwy o numerze 31209.